# 에레쉬키갈
에레쉬키갈(수메르어: 𒀭𒊩𒌆𒆠𒃲, 문자적으로 "위대한 대지의 여왕")은 수메르 종교에서 죽은 자들의 땅 또는 명계인 쿠르의 여신이었다. 후기 신화에서는 그녀가 남편 네르갈과 함께 이르칼라를 다스렸다고 한다. 때로는 그녀의 이름이 이르칼라로 주어지기도 하는데, 이는 그리스 신화에서 하데스라는 이름이 명계와 그 통치자 모두에게 사용된 방식과 유사하며, 때로는 닌키갈(Ninkigal), 문자적으로 "위대한 대지의 여인"으로 주어지기도 한다.
에레쉬키갈은 메소포타미아에서 명계의 통치자로 여겨졌던 여러 신들 중 하나에 불과했다. 그녀에게 헌정된 주요 신전은 원래 네르갈과 관련된 도시인 쿠타에 위치했으며, 그녀의 숭배는 매우 제한적인 범위였다. "에레쉬키갈"을 신명적 요소로 포함하는 개인 이름은 알려져 있지 않다.
고대 수메르 시 이슈타르의 명계 하강에서 에레쉬키갈은 이슈타르의 언니로 묘사된다. 그러나 이것은 수메르인들이 "자매"와 같은 용어를 사용하여 서로를 위계의 동일한 수준에 두는 문화적 산물이다.
에레쉬키갈과 관련된 두 가지 주요 신화는 이슈타르의 명계 하강 이야기와 에레쉬키갈과 신 네르갈의 결혼 이야기이다. 다른 신화에서는 그녀를 원래는 남편으로 여겨졌지만 나중에는 아들이 된 닌아주와 닌기쉬지다와 같은 신들과도 연관시킨다.

## 신화
수메르 신화에서 에레쉬키갈은 명계의 여왕이었다. 일부 연구자들은 원래 닌아주가 이 기능을 수행했고, 에레쉬키갈은 나중에 수메르인들의 상상 속에서야 죽은 자들의 땅의 중요한 통치자가 되었다고 믿는다. 그러나 이 영역과 관련된 신념은 다소 불분명했으며, 처음에는 관련 신화적 및 숭배 개념에 대한 보편적으로 합의된 단일 버전이 없었을 가능성이 있으며, 다양한 지역과 시간대의 신념 체계에서 남녀 모두의 다양한 신들이 명계를 다스렸다.
후기 바빌로니아 신 목록에서 에레쉬키갈은 명계 신들 중에서 상위 지위를 가졌으며, 소위 "트랜스티그리스 뱀신들"(닌아주, 티쉬팍, 이쉬타란, 그리고 메소포타미아에서는 거의 전적으로 사후 세계 맥락에서만 알려진 엘람 신 인슈슈나크 등)의 범주를 다스렸다. 반면 수메르 시대 북쪽에서 유사한 기능을 수행했던 네르갈은 대신 소규모 전쟁 신과 질병 악마의 수행원을 가졌다. 네르갈과 에레쉬키갈을 부부로 보는 생각은 두 전통을 조화시키려는 필요에서 발전했을 가능성이 높다.
에레쉬키갈의 수칼 (재상 또는 사자)은 남타르였다.
숭배 문서에서는 모호하지만, 에레쉬키갈은 신화 문학에서 두드러졌다. 그녀가 중요한 역할을 하는 신화의 예시는 다음과 같다:

### 이슈타르의 명계 하강
이 시에서 여신 이슈타르는 명계로 내려가 자신의 권능을 그곳으로 확장하려 한다. 에레쉬키갈은 이슈타르의 언니로 묘사된다. 명계의 문지기인 네티가 에레쉬키갈에게 이슈타르가 문에 와서 들어오기를 요구한다고 알리자, 에레쉬키갈은 네티에게 명계의 일곱 문을 잠그고, 이슈타르가 옷 한 벌씩 벗을 때마다 각 문을 따로 열라고 명령한다.
이슈타르는 각 문을 통과하면서 한 문마다 한 벌의 옷을 벗고, 여행 중에 마도구도 요정에게 잃는다. 마침내 일곱 문을 모두 통과한 그녀는 벌거벗은 채 무력하게 에레쉬키갈의 왕좌 앞에 서 있는 자신을 발견한다. 명계의 일곱 심판관들은 이슈타르를 심판하여 유죄를 선고한다. 이슈타르는 죽음을 맞고 그녀의 시신은 명계의 갈고리에 걸려 모두에게 보이도록 전시된다.
그러나 이슈타르의 대신인 닌슈부르는 여러 신들에게 간청하고 마침내 에아가 이슈타르를 명계에서 구출하기로 동의한다. 에아는 두 명의 성 없는 존재를 명계로 보내 생명의 음식과 물로 이슈타르를 소생시킨다. 이 존재들은 이슈타르를 명계에서 에스코트하지만, 화난 악마 무리가 이슈타르를 따라가 이슈타르의 대체자로 다른 사람을 명계로 데려가기를 요구한다. 그들은 처음에는 닌슈부르를 원하지만, 이슈타르는 충성스러운 부하를 그들에게 넘겨주지 않을 것이라고 말하며 이 명령을 거부한다. 그러나 그녀의 남편인 둠무지드가 그녀의 죽음을 애도하지 않은 것을 발견하자, 그녀는 그에게 분노하여 악마들에게 그를 그녀의 대체자로 데려가라고 명령한다.
다이앤 울크스타인은 이슈타르와 에레쉬키갈이 극명한 반대편을 나타낸다고 주장했다. 이슈타르는 하늘의 여왕이지만, 에레쉬키갈은 이르칼라의 여왕이다.

### 네르갈과의 결혼
이 신화는 에레쉬키갈과 네르갈의 결혼 기원을 이야기한다. 두 가지 버전이 알려져 있지만, 관련 신들의 동기에 대한 세부 사항만 다를 뿐 줄거리 구조와 궁극적인 결과는 동일하다.
어느 날 신들이 잔치를 열었는데, 에레쉬키갈은 명계의 여왕이라 참석할 수 없었다. 아누의 사자 중 한 명인 카카(Kaka, 팝수칼 또는 닌슈부르와 유사)는 그녀에게 사자를 보내라고 초대했고, 그녀는 대신 자신의 재상 남타르를 보냈다. 그는 대부분의 신들에게 잘 대우받았지만, 네르갈은 남타르를 무례하게 대했다. 이로 인해 에레쉬키갈은 네르갈을 명계로 보내 속죄하라고 요구했다. 한 버전에서는 그녀가 네르갈이 명계에 도착하자마자 그를 죽일 계획이었지만, 이 세부 사항은 다른 버전에는 없다.
네르갈은 에아의 조언을 받아 여행을 떠나는데, 에아는 명계에서 앉거나 먹거나 마시거나 씻지 말고, 에레쉬키갈과 섹스도 하지 말라고 경고한다. 그의 조언에 따라 네르갈은 14명의 악마와 함께 명계로 여행한다. 그가 도착하자 문지기 네티는 에레쉬키갈로부터 그를 일곱 문을 통과시키고 왕좌에 도착하기 전에 모든 것을 벗기라는 명령을 받지만, 각 문마다 네르갈은 두 명의 악마를 배치한다.
네르갈은 다른 모든 경고를 지키는 데는 문제가 없었지만, 여신과의 여섯 날 동안 유혹에 굴복하여 그녀와 함께 눕는다. 일곱째 날, 그는 상위 세계로 탈출하고, 이는 에레쉬키갈을 화나게 한다. 남타르는 네르갈을 다시 데려오기 위해 보내지지만, 에아는 네르갈을 하급 신으로 변장시키고 남타르는 속아 넘어간다. 에레쉬키갈은 결국 속임수를 알아차리고 네르갈에게 다시 돌아올 것을 요구하며, 자신의 요구가 무시되면 명계의 문을 열어 죽은 영혼들이 산 자들의 세계로 넘쳐나게 할 것이라고 위협한다. 신들은 네르갈을 다시 그녀에게 넘겨주는 데 동의한다.
에레쉬키갈이 네르갈을 죽이려 계획했던 같은 버전에서, 그가 왕좌에 도착하자 남타르를 넘어뜨리고 에레쉬키갈을 바닥으로 끌고 간다. 그가 도끼로 그녀를 죽이려 할 때 그녀는 목숨을 구걸한다. 그녀는 그의 아내가 되어 자신의 권능을 그와 나누겠다고 약속한다. 그는 동의한다. 그러나 네르갈은 여전히 여섯 달 동안 명계를 떠나야 하므로, 에레쉬키갈은 그에게 악마들을 돌려주고 그 시간 동안 상위 세계를 여행하게 한 다음, 그가 그녀에게 돌아오도록 허락한다.
두 사본에서 알려진 다른 버전에서는 신화가 덜 폭력적인 결말을 가진다. 아시리아학자 알레나 가도티(Alhena Gadotti)에 따르면, "두 신은 재결합하여 영원히 행복하게 사는 것처럼 보이며", 신화는 "그들은 성급하게 침실로 들어갔다"라는 문장으로 끝난다.
두 버전 모두에서 네르갈은 명계의 왕이 되어 에레쉬키갈과 함께 통치하게 된다.

### 닌기쉬지다의 명계 여행
에레쉬키갈은 이 작품의 끝 부분에 언급된다. 식물 신 닌기쉬지다는 매년 그녀의 왕국으로 내려가야 하는 것으로 추정된다.

### 아시리아 왕자의 명계 환상
에레쉬키갈은 다른 명계 신들과 함께 나열되어 있다. 네르갈은 이 텍스트에서 그녀의 남편으로 묘사된다.

## 가족
일부 신화 버전에서 에레쉬키갈은 혼자 명계를 다스리지만, 다른 버전에서는 구갈안라는 그녀에게 종속된 남편과 함께 다스린다. 구갈라나는 고정된 정체성이 없었다. 이슈타르의 하강에서 그는 신화의 사건들 이전에 죽는다. 일부 비문에서는 그가 닌아주의 아버지이다. 결국 이 이름은 네르갈의 칭호가 되기도 했다.
수메르 신화에서 에레쉬키갈은 여신 눙갈의 어머니이다. 제레미아 피터슨(Jeremiah Peterson)이 번역한 단편적인 텍스트에서 눙갈은 에레쉬키갈과 치유의 여신 닌티누가와 함께 나타난다.
한 후기 마도서에서 엔릴과의 사이에 둔 아들이 그녀의 재상 남타르였다.

## 종합
후르리인의 명계 여신 알라니는 메소포타미아에서 에레쉬키갈과, 히타이트와 루비아인 사이에서는 대지의 태양신과 융합되었다. 알라니는 원래 메소포타미아에 독립적인 인물로 도입되었지만, 술기 통치 기간 동안 우르에서 알라툼(Allatum)이라는 이름으로(다른 외국 신들인 이샤라와 벨렛 나가르와 함께) 봉헌을 받았다. 그녀는 점차 에레쉬키갈의 칭호에 불과하게 되었다.
하티인의 죽음의 신 렐와니는 원래 남성적인 칭호인 카테(katte, 왕)를 가진 남성 신으로 묘사되었으나, 알라니와 에레쉬키갈과의 융합으로 인해 여신으로 여겨지기 시작했다.

### 그리스 마법 문헌에 나타난 에레쉬키갈의 이름
후대에 그리스인들은 에레쉬키갈(Ερεσχιγαλ)이라는 이름을 자신들의 여신 헤카테에게 적용한 것으로 보인다. 기원후 3세기 후반 또는 4세기 초반으로 거슬러 올라가는 미시간 마법 파피루스의 주문 제목에서 (쐐기 문자를 읽는 기술이 사라진 후 작성되었음) 헤카테는 "헤카테 에레스키갈"로 언급되며, 시전자의 사후 처벌에 대한 두려움을 덜어주기 위해 마법 단어와 몸짓을 사용하여 소환된다. 에레쉬키갈의 이름이 언급된 그리스 문헌에 대한 추가 연구를 통해, 메소포타미아 기원 모티프가 의미 있는 방식으로 나타나지 않으며, 사용된 상징은 에레쉬키갈이 아닌 헤카테와 관련된 것들이고, 에레쉬키갈의 이름 사용은 "그리스 명계 여신에게 신비로운 외국 이름을 부여하는" 목적 외에는 아무 의미가 없었으며, "이러한 텍스트를 구성, 전송 및 사용한 사람들은 에레쉬키갈과 관련된 메소포타미아 전통에 대한 관심이나 지식이 거의 없었다(또는 둘 다)."

## 오래된 이론
새뮤얼 노아 크레이머는 1944년 저서 『수메르 신화: 기원전 3천년기의 영적 문학적 성취 연구』에서 고대 수메르 서사시 "길가메시, 엔키두, 그리고 명계"의 서문 구절에 따르면, 에레쉬키갈이 쿠르에 의해 강제로 납치되어 명계로 끌려갔고, 자신의 의지에 반하여 명계의 여왕이 될 수밖에 없었다고 주장했다. 에레쉬키갈의 납치에 대한 복수를 위해 물의 신 에아는 배를 타고 쿠르를 죽이러 떠났다. 쿠르는 에아에게 다양한 크기의 돌을 던지고, 에아의 배 밑의 파도를 보내 에아를 공격하며 자신을 방어한다. 이 시는 전투의 궁극적인 승자가 누구인지는 실제로 설명하지 않지만, 에아의 승리가 암시된다. 새뮤얼 노아 크레이머는 이 신화를 고대 그리스 신화의 페르세포네 납치와 관련시키며, 그리스 이야기가 아마도 고대 수메르 이야기에서 유래했을 것이라고 주장한다.
이러한 견해는 물론, 쿠르가 막연한 산, 외국 땅 또는 명계를 지칭하는 용어라기보다는 명확하게 정의된 단일 괴물이라는 생각조차 현대 학자들에게 지지받지 못한다. 언급된 구절은 엔릴과 아누가 에레쉬키갈에게 지참금을 할당하는 것으로 해석된다.

## 같이 보기
- 알라니
- 메소포타미아 종교의 유령
- 렐와니
- 대지의 태양신
- 이슈타르의 명계 하강

### 설명주
1. ↑  다른 해석은 "위대한 장소의 여인"으로, 죽은 자들의 땅을 가리키는 완곡어법으로 이해된다.[3]
2. ↑  "이 소식을 들은 에레쉬키갈은 반역자 신이 자신에게 보내져 그를 죽일 수 있도록 요구하고 결국 얻어낸다 (아마르나 버전)"[16]
3. ↑  가도티는 "saĝ-rig7의 의미가 모호하지 않으며, 아카드어 번역도 특별히 해석의 여지가 없다"고 지적한다.[19]

### 참조주
1. ↑  “CDLI Literary Descent of Ishtar (composite)”. 《cdli.ucla.edu》.
2. 1 2  “CDLI Literary Descent of Ishtar, ex. 001”. 《cdli.ucla.edu》.
3. ↑  Leick (1998), 55쪽.
4. 1 2  Wiggermann (2001a), 218쪽.
5. 1 2  Asher-Greve & Westenholz (2013), 288쪽.
6. ↑  "Ereshkigal", Encyclopædia Britannica Ultimate Reference Suite DVD, 2003.
7. ↑  Gadotti (2020), 10쪽.
8. 1 2  Wiggermann (2001a), 220쪽.
9. ↑  Lambert (1987), 137쪽.
10. 1 2  “Inana's descent to the nether world: translation”. 《etcsl.orinst.ox.ac.uk》.
11. ↑  Asher-Greve & Westenholz (2013), 19쪽.
12. ↑  Wiggermann (1997), 47–48쪽.
13. 1 2  Gadotti (2020), 2쪽.
14. 1 2  Klein (2001), 143쪽.
15. ↑  Wolkstein & Kramer (1983).
16. ↑  Gadotti (2020), 3쪽.
17. ↑  Dalley (2000).
18. ↑  Harris (2003).
19. 1 2  Gadotti (2020), 4쪽.
20. ↑  Ningishzida's journey to the nether world, lines 81-90
21. ↑  The underworld vision of an Assyrian prince
22. ↑  Wiggermann (2001b), 330쪽.
23. ↑  Peterson (2009), 236쪽.
24. ↑  Peterson (2009), 233–234쪽.
25. ↑  Taracha (2009), 124쪽.
26. ↑  Archi (2013), 4쪽.
27. ↑  Murat (2009), 169쪽.
28. ↑  Sharlach (2007), 365쪽.
29. ↑  The Underworld Vision of an Assyrian Prince, line 30
30. ↑  Wilhelm (2014), 345쪽.
31. ↑  Archi (2013), 3–4쪽.
32. ↑  Schwemer 2019, 66쪽.
33. ↑  Betz (1980).
34. 1 2  Schwemer 2019, 67쪽.
35. ↑  Kramer (1944), 76–79쪽.
36. ↑  Artemov (2003), 3–6쪽.

## 참고 문헌
- Archi, A. (2013). 〈The Anatolian Fate-goddesses and their different traditions〉.   Cancik-Kirschbaum, E.; Klinger, J.; Müller, G. G. W. 《Diversity and Standardization. Perspectives on ancient Near Eastern cultural history》. 1–26쪽.
- Artemov, N. (2003). 〈The elusive beyond: Some notes on the netherworld geography in Sumerian tradition〉.   Mittelmayer, C.; Ecklin, S. 《Altorientalische Studien zu Ehren von Pascal Attinger》.
- Asher-Greve, J. M.; Westenholz, J. G. (2013). 《Goddesses in Context: On Divine Powers, Roles, Relationships and Gender in Mesopotamian Textual and Visual Sources》.
- Betz, Hans Dieter (May 1980). 《Fragments from a Catabasis Ritual in a Greek Magical Papyrus》. 《History of Religions》 19. 287–295쪽. doi:10.1086/462853. S2CID 162089947.
- Dalley, S. (2000). 〈Nergal and Ereshkigal〉. 《Myths from Mesopotamia》. Oxford University Press. ISBN 0-199-53836-0.
- Gadotti, A. (2020). 《Never Truly Hers: Ereškigal's Dowry and the Rulership of the Netherworld》. 《Journal of Ancient Near Eastern Religions》 20. 1–16쪽. doi:10.1163/15692124-12341309. S2CID 225667868.
- Harris, Rikvah (2003). 《Gender and Aging in Mesopotamia: The Gilgamesh Epic and Other Ancient Literature》. University of Oklahoma Press. ISBN 978-08-061353-9-7.
- Klein, J. (2001). 《Namtar》. 《Reallexikon der Assyriologie und vorderasiatischen Archäologie》 9.
- Kramer, Samuel Noah (1944). 《Sumerian Mythology: A Study of Spiritual and Literary Achievement in the Third Millennium B.C.》 rev.판. Philadelphia: University of Pennsylvania.
- Lambert, W. G. (1987). 《Lugal-edinna》. 《Reallexikon der Assyriologie und vorderasiatischen Archäologie》 7.
- Leick, Gwendolyn (1998). 《A Dictionary of Ancient Near Eastern Mythology》. Routledge. ISBN 978-0415198110.
- Murat, L. (2009). 《Goddess Išhara》. 《Ankara Üniversitesi Dil ve Tarih-Coğrafya Fakültesi Tarih Bölümü Tarih Araştırmaları Dergisi》 45.
- Peterson, J. (2009). 《Two New Sumerian Texts Involving The Netherworld and Funerary Offerings》. 《Zeitschrift für Assyriologie und Vorderasiatische Archäologie》 99. doi:10.1515/ZA.2009.006. S2CID 162329196.
- Schwemer, Daniel (2019). 〈Beyond Ereškigal? Mesopotamian Magic Traditions in the Papyri Graecae Magicae〉. 《Cultural Plurality in Ancient Magical Texts and Practices》.
- Sharlach, T. (2007). 〈Shulgi-simti and the Representation of Women in Historical Sources〉.   Cheng, J.; Feldman, M. 《Ancient Near Eastern Art in Context: Studies in Honor of Irene Winter》.
- Taracha, P. (2009). 《Religions of Second Millennium Anatolia》. Harrassowitz. ISBN 978-3447058858.
- Wiggermann, F. (1997). 〈Transtigridian Snake Gods〉.   Finkel, I. L.; Geller, M. J. 《Sumerian Gods and their Representations》.
- Wiggermann, F. (2001a). 《Nergal A. philologisch》. 《Reallexikon der Assyriologie und vorderasiatischen Archäologie》 9.
- Wiggermann, F. (2001b). 《Nin-azu》. 《Reallexikon der Assyriologie und vorderasiatischen Archäologie》 9.
- Wilhelm, G. (2014). 《Unterwelt, Unterweltsgottheiten. C. In Anatolien》. 《Reallexikon der Assyriologie und Vorderasiatischen Archäologie》 14.
- Wolkstein, Diane; Kramer, Samuel Noah (1983). 《Inanna: Queen of Heaven and Earth: Her Stories and Hymns from Sumer.》. Harper & Row. ISBN 0-06-090854-8.

 본 문서에는 현재 퍼블릭 도메인에 속한 브리태니커 백과사전 제11판의 내용을 기초로 작성된 내용이 포함되어 있습니다.

## 더 읽어보기
- Black, Jeremy; Green, Anthony (1992). 《Gods, Demons and Symbols of Ancient Mesopotamia》. University of Texas Press. ISBN 0-292-70794-0.
- Heidel, Alexander (1949). 《The Gilgamesh Epic and Old Testament Parallels》. University of Chicago Press. ISBN 0-226-32398-6.
- Monti, L. E. (2017). 《A Systematic Approach to the Hurrian Pantheon: the Onomastic Evidence》 (PDF) (학위논문). 206쪽.